# Bahnhof Hohen Neuendorf West
Der Bahnhof Hohen Neuendorf West ist ein Regionalbahnhof am Berliner Außenring in der Stadt Hohen Neuendorf im Brandenburger Landkreis Oberhavel.

## Geschichte

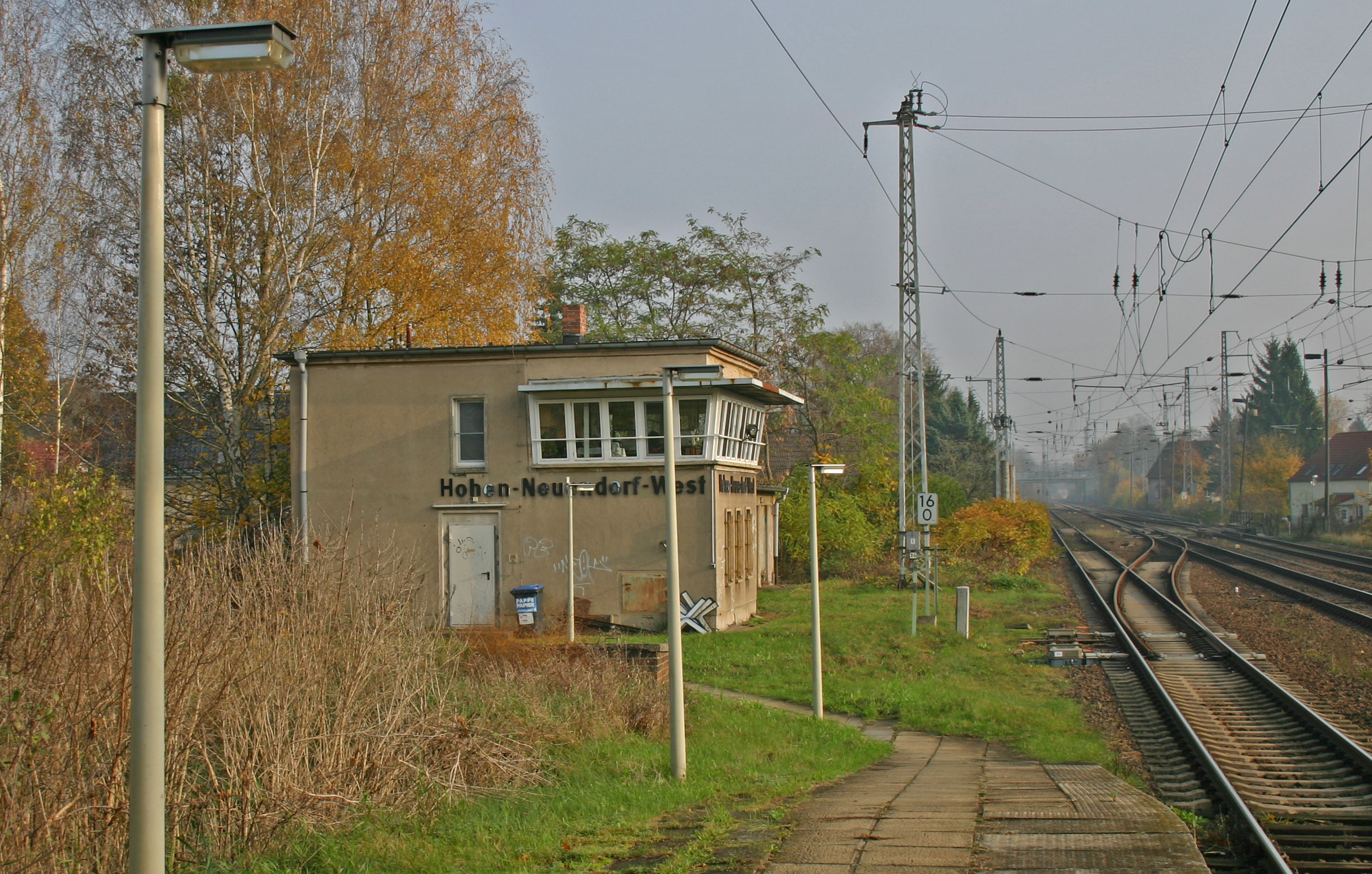
Stellwerk How, 2014

Der Bahnhof ging am 10. August 1954 in Betrieb. Er liegt westlich der Kreuzung des Außenrings mit der Nordbahn, etwa 1,2 Kilometer westnordwestlich des Bahnhofs Hohen Neuendorf. Er wurde eingerichtet, um den Ort Hohen Neuendorf an die West-Berlin auf dem Außenring umfahrenden Züge anzubinden. Er bestand ursprünglich aus zwei Durchgangsgleisen, zwei außenliegenden Bahnsteiggleisen und einem kleinen Empfangsgebäude mit Satteldach. Von den 1960er Jahren bis Anfang der 1990er Jahre verkehrten dort etwa stündlich Züge von Falkenhagen über Hennigsdorf oder Hennigsdorf Nord nach Birkenwerder sowie einige Berufsverkehrszüge am Morgen nach Berlin-Lichtenberg und nachmittags zurück.
Nach 1990  ging der südliche Bahnsteig außer Betrieb, das dortige Gleis wurde zurückgebaut. 
Vom 29. Mai 1994 bis zum 28. Mai 1995 hielt in Hohen Neuendorf West die Linie S19 der S-Bahn Berlin, die mit Wagen der dieselbetriebenen S-Bahn-Wagen der Baureihe 270 betrieben wurde.
Das Bahnhofsgebäude wurde im April 2013 versteigert. Im Januar 2015 wurde die Fußgängerbrücke, die bereits seit längerer Zeit wegen Baufälligkeit gesperrt war, abgerissen.

## Anbindung
| Linie                    | Linienverlauf | Takt (min) | EVU              |
| ------------------------ | --- | ---------- | ---------------- |
| RB 20                    | Potsdam Griebnitzsee – Potsdam Hbf – Golm – Hennigsdorf (b Berlin) – Hohen Neuendorf West – Birkenwerder (b Berlin) – Oranienburg | 60 (Mo–Fr) | DB Regio Nordost |
| Stand: 10. Dezember 2023 | |            |                  |